# トヨタ・ピクシスバン
ピクシス バン（PIXIS VAN）は、トヨタ自動車で販売される軽商用車（セミキャブオーバーバン）である。ダイハツ・ハイゼットカーゴのOEM版にあたる。

## 概要
ベースとなっているのはハイゼットカーゴである。2012年4月にスバル・サンバーバンがハイゼットカーゴのOEMに切り替わったため、3兄弟車種となっている。
取扱店に関しては、発売当初、基本的にカローラ店やネッツ店で販売されていた。2019年4月に東京都のトヨタ直系ディーラーの統合により発足したトヨタモビリティ東京でも取り扱われるようになり、2020年5月の東京都以外の全ての地域での全車種併売化に伴い、従来は一部地域に限られていたトヨタ店・トヨペット店の取扱地域が全国に拡大された。なお、新車の展示は、そのうちでさらに選定された、「ピクシス・ステーション」という一部の店舗でのみで2020年4月30日まで行われていた。
キャッチコピーは販売開始当初、初代ピクシストラックと共通で「働くわたしのピクシス バン」だったが、2017年11月のマイナーチェンジ以降は「働きモノのトヨタの軽です。」に改められた。

## 初代 S321M/331M型（2011年 - 2021年）
2011年12月1日
発表・発売。エンブレム類以外はハイゼットカーゴと同一で、装備内容・保証内容も同一。
エンジンは最上級グレードの「クルーズターボ」にはインタークーラーターボ付直列3気筒DOHC12バルブのKF型（KF-DET型）が、それ以外のグレードには可変バルブタイミング機構（DVVT）付自然吸気直列3気筒DOHC12バルブのKF型（KF-VE型）が搭載されている。ただしハイゼットカーゴ、およびサンバーバンとは異なり、カーゴルームを荷台に置き換えたダブルキャブ仕様のデッキバン、および特別仕様車は用意されない。
2012年12月17日
ハイゼットカーゴに合わせて一部改良（仕様変更扱い）。全車がJC08モード燃費に対応し、「クルーズターボ」を除く2WD・4AT車及び「クルーズ」の4WD・4AT車は平成27年度燃費基準を達成した。
2015年4月3日
ハイゼットカーゴに合わせて一部改良。エンジンの電子スロットル化などによる燃費改善により、NA・2WD・4AT車と「クルーズ」の4WD・4AT車は「平成27年度燃費基準+5%」を、左記以外の仕様もこれまで対象外だった5MT車を含めて「平成27年度燃費基準」を達成。さらに、「スペシャル"クリーンバージョン"」は「平成17年基準排出ガス75%低減レベル（☆☆☆☆）」の認定を取得した。
2015年12月1日
ハイゼットカーゴに合わせて一部改良（仕様変更扱い）。「クルーズ」・「クルーズターボ」に装備されているフロントスピーカーのサイズを10cmから16cmに拡大したほか、スーパーUV&IRカットガラス（フロントドア）、IR&UVカットガラス（ウインドシールドガラス）、トップシェードガラス（「スペシャル」・「スペシャル"クリーンバージョン"」・「デラックス」のみ、「クルーズ」と「クルーズターボ」は標準装備済み）、運転席バニティミラーをひとまとめにした「ビューティーパック」を設定した。
2017年11月14日
前日にマイナーチェンジされたハイゼットカーゴに合わせてマイナーチェンジ。
4AT車は新たに「スマートアシストIII（以下、スマアシIII）」搭載グレードを設定するとともに、スマアシIII搭載グレードにはリアコーナーセンサーやエマージェンシーストップシグナルも併せて装備された。また、全グレードの4AT車にはヒルホールドシステムも標準装備された。
全車にアイドリングストップシステム「エコアイドル」が搭載されたことで燃費性能が向上され、NA・2WD・4AT車は「平成27年度燃費基準+15%」を、NA・4WD・4AT車とターボ・2WD・4AT車は「平成27年度燃費基準+10%」を、ターボ・4WD・4AT車は「平成27年度燃費基準+5%」をそれぞれ達成した。
外観はフロントランプやバンパーの意匠が変更され、フロントバンパーの両端は別体パーツの「コーナーピース」として分割。LEDヘッドランプとLEDフォグランプが採用され、「LEDパック」として全車メーカーオプション設定された。
ボディカラーは既存の「ブライトシルバーメタリック」が「スペシャル」系グレード（「クリーンバージョン」を含む）にも設定が拡大され、「ブラックマイカメタリック」と「パールホワイトIII」が新設のメーカーオプション「選べるカラーパック」専用色へ移行し、「選べるカラーパック」専用の新色として、2代目ピクシストラックにも設定されている「ミストブルーマイカメタリック」と「ライトローズマイカメタリック」、新規色の「ファインミントメタリック」の3色が追加された。
なお、「クルーズ」と「クルーズターボ」は4AT車がスマアシIII付の「クルーズ"SA III"」と「クルーズターボ"SA III"」へ移行したため、5MT専用グレードととなった。
2018年12月10日
ハイゼットカーゴに合わせて一部改良。
スマアシIII搭載グレード「スペシャル"SA III"」、「デラックス"SA III"」、「クルーズ"SA III"」、「クルーズターボ"SA III"」に5MT車を追加設定。これに伴い、5MT専用グレードの「クルーズ」と「クルーズターボ」は「クルーズ"SA III"」と「クルーズターボ"SA III"」へ統合のため廃止された。
2019年11月1日
ハイゼットカーゴに合わせて一部改良（仕様変更扱い）。
「スペシャル"SA III"」、「スペシャルクリーン"SA III"」、「デラックス"SA III"」、「クルーズ"SA III"」、「クルーズターボ"SA III"」において、従来は「LEDパック」としてメーカーオプション設定されていたLEDヘッドランプが標準装備化され、LEDフォグランプ（メッキベゼル付）の単独メーカーオプション設定に変更された。
2020年9月1日
同年8月27日に改良されたハイゼットカーゴに合わせて一部改良（仕様変更扱い）。
全車にオートライトが装備されたほか、WLTCモードによる燃料消費率並びに排出ガスに対応（燃料消費率はJC08モードによる数値も併記）し、「スペシャル クリーンバージョン」と「スペシャル クリーンバージョン"SA III"」は「平成30年排出ガス基準50%低減レベル（☆☆☆☆）」認定を取得した。

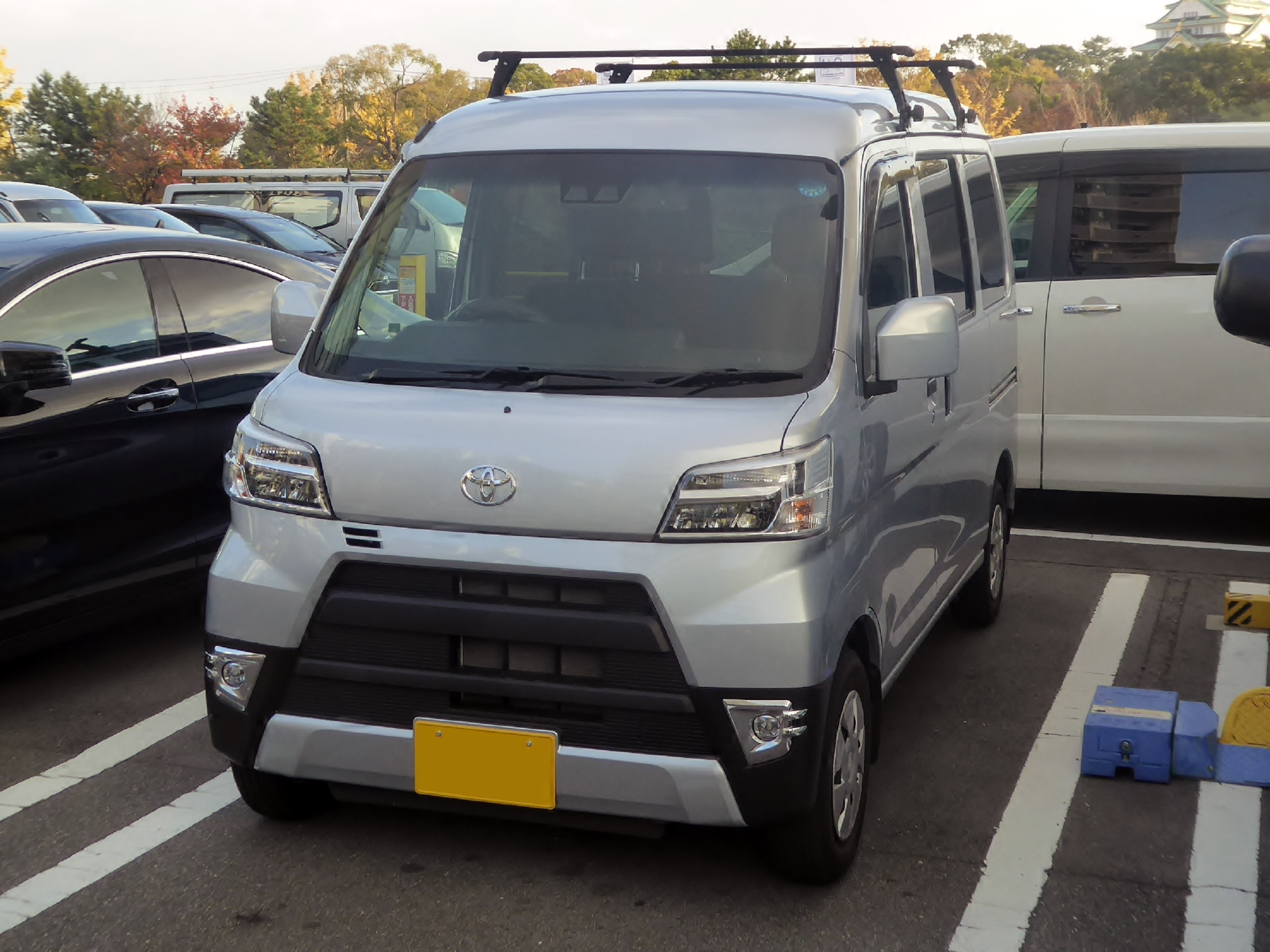
2017年11月改良型 クルーズターボ"SA III"
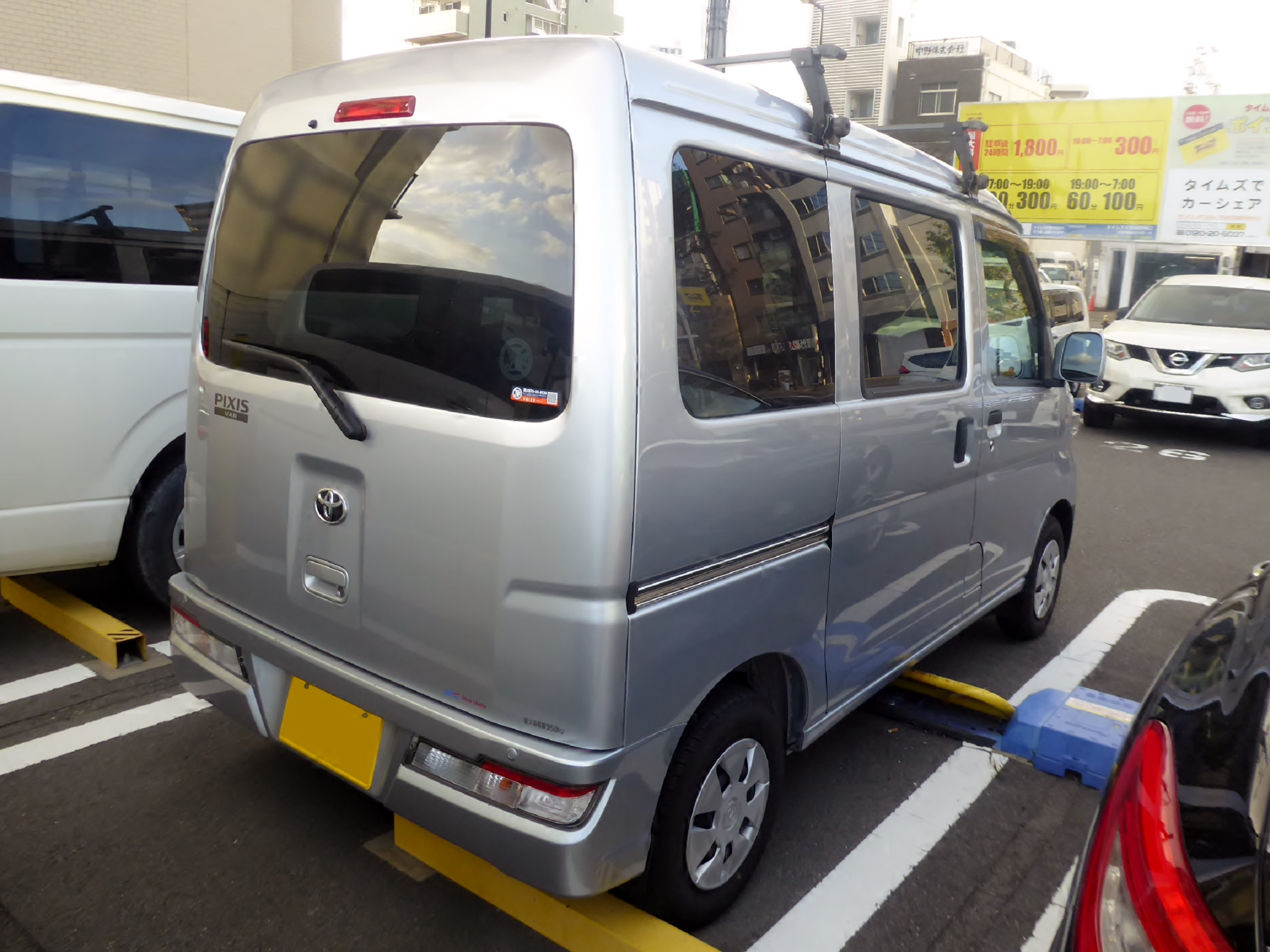
2017年11月改良型 クルーズターボ"SA III" リア

## 2代目 S700M/710M型（2021年- ）
2021年12月20日
ハイゼットカーゴと同時に初のフルモデルチェンジ。
初代モデル同様、エンブレム類以外はハイゼットカーゴと同一で、装備内容・保証内容も同一。AT車はFR用に設計されたCVTとなり、4WD・CVT車は通常走行用の「2WD」、路面状況に応じて駆動力を制御する「4WD AUTO」、農地や山の未舗装路用の「4WD LOCK」の3モードを備えた電子制御式4WDが採用された。また、バリエーションはデッキバンを含む特装車の設定はなく、「スペシャル」・「スペシャルクリーン」・「デラックス」・「クルーズ」・「クルーズターボ」の5グレードが設定される。
ボディカラーは初代モデルから標準色のブライトシルバーメタリックとホワイトを踏襲。「デラックス」以上のグレードに設定のメーカーオプション「選べるカラーパック」はブラックマイカメタリックを踏襲し、新色のトニコオレンジメタリックとシャイニングホワイトパール（メーカーオプション、「クルーズ」・「クルーズターボ」専用色）を追加して3色とした。ただし、ハイゼットカーゴに設定されたアイスグリーンはピクシスバンでは未設定となる。
なお、トヨタのCIエンブレムはフロントのみの装着となったほか、リバース連動リアワイパーの位置が変更され、初代のバックドアウィンドゥ真下中央から、バックドアウィンドゥの上部中央に配置されているハイマウントLEDストップランプの左隣へ移動された。また、ハイゼットカーゴに設定されているスマホ連携ディスプレイオーディオが未設定となり、販売店オプションとして用意されている純正用品の対応ナビゲーションを装着することでトヨタのカーライフサポートサービス「T-Connect」の利用が可能となる。
2022年10月22日
製造元のダイハツがリコールを発表。ステアリングギアの防水カバーが適切に取り付けられておらず、エアコンの排水などが侵入してさびが生じ、最悪の場合、ハンドル操作ができなくなるため。
2023年4月20日
資材などの高騰を受けた供給価格改定に伴い、同年7月生産分より車両本体価格と一部のメーカーオプションの価格改定を行うことが発表された。
2023年5月17日
本車種をベースにした商用軽バン電気自動車のプロトタイプが公開された。
ダイハツ工業やスズキと共同開発されたBEVシステムが採用されており、ダイハツ工業による自社生産（ハイゼットカーゴ）、トヨタ自動車への供給に加え、本モデルに限っては「エブリイ」の車種名で自社生産を行っているスズキへも供給され、3兄弟となる。
2023年5月22日
前述した価格改定の時期を延期することを発表。仕入先からの部品供給不足の影響で減産となり、現行価格での注文分を7月までに生産する目途が立たなくなった為で、既にユーザーから注文を受けている分については生産時期を問わず、改定前の価格が適用される。
2023年12月20日（補足）
OEM元のダイハツ工業の不正問題の調査で対象がこれまで判明していた6車種から当車種を含めたほぼ全ての車種に拡大することが明らかとなり、国内外の全てのダイハツ工業製の車種の出荷を停止する方向で調整することとなった。
2024年11月5日
一部改良（仕様変更扱い）。OEM元のハイゼットカーゴの一部仕様変更に伴うものである。